# アイウン＝ブジュール＝サキア・エル・ハムラ地方
アイウン＝ブジュール＝サキア・エル・ハムラ地方（アイウン＝ブジュール＝サキア・エル・ハムラちほう、Laayoune-Boujdour-Sakia El Hamra）は、1997年から2015年まであったモロッコの地方。北部のタルファヤ地区を除くほぼ全域が西サハラのサギア・エル・ハムラに属する。面積39480km²、人口256152人 (2004年).。州都はアイウン。
アイウン＝ブジュール＝サキア・エル・ハムラ地方は、アイウン州、ブジュール州、タルファヤ州の3州からなっていた。